# Катя Ланге-Мюлер
Катя Ланге-Мюлер (на немски: Katja Lange-Müller) е германска писателка, автор на романи, разкази и книги за деца.

## Живот и творчество
Катя Ланге-Мюлер е родена на 13 февруари 1951 г. в Източен Берлин. Дъщеря е на водеща политичка в ГДР.
На 16-годишна възраст е изключена от училище заради „несоциалистическо поведение“ и започва обучение за словослагател. После работи като билд-редактор в Берлинер цайтунг. След едногодишна дейност като реквизитор в телевизията на ГДР няколко години е помощник-сестра в психиатричната клиника на болницата Шарите в Берлин.
От 1979 г. следва в Литературния институт „Йоханес Р. Бехер“ в Лайпциг. Формулярите за кандидатстване са подадени от съпруга ѝ без нейна намеса. През 1982 г. като студентка пребивава една година в Монголия и работи във фабриката за килими „Вилхелм Пик“ в Улан Батор.
След като се завръща в ГДР Катя Ланге-Мюлер става редактор в Алтберлинер ферлаг. През 1984 г. се преселва в Западен Берлин.
Творчеството на писателката се състои от разкази и романи, в които често се описват преживявания от размирния ѝ живот. Макар и нерядко да са включени истории за социални аутсайдери и неудачници, постоянно се изтъква комичната и гротескната страна на събитията. Също в разсъжденията за разделението на Германия и живота в ГДР се долавя сатирична нотка.
От 2000 г. Ланге-Мюлер е член на Немската академия за език и литература в Дармщат, а от 2002 г. и на Академията на изкуствата в Берлин.

## Награди и отличия
- 1986: „Награда Ингеборг Бахман“
- 1989/1990: Stadtschreiberin von Bergen-Enkheim
- 1995: „Награда Алфред Дьоблин“
- 1996: „Берлинска литературна награда“
- 1997: Stadtschreiber-Stipendium in Minden
- 2001: „Награда на Югозападното радио“
- 2001: Stadtschreiberin zu Rheinsberg
- 2002: Mainzer Stadtschreiber
- 2002: „Награда Розвита“
- 2005: „Каселска литературна награда“
- 2007: „Немска награда за книга“ финалист
- 2007: Kunstpreis Literatur der Land Brandenburg Lotto GmbH[1]
- 2008: „Награда на ЛитераТур Норд“
- 2008: „Награда Герти Шпис“
- 2008: „Награда Вилхелм Раабе (2000)“
- 2009: Calwer Hermann-Hesse-Stipendium
- 2012: Villa Massimo-Stipendium in Rom
- 2013: „Награда Клайст“[2]
- 2016: Frankfurter Poetik-Dozentur
- 2017: Günter-Grass-Preis